# Ястшембя (Ленчицький повіт)
Ястшембя (пол. Jastrzębia) — село в Польщі, у гміні Ґрабув Ленчицького повіту Лодзинського воєводства.
Населення — 120 осіб (2011).
У 1975-1998 роках село належало до Конінського воєводства.

## Демографія
Демографічна структура станом на 31 березня 2011 року:
|          | Загалом | Допрацездатний вік | Працездатний вік | Постпрацездатний вік |
| -------- | ------- | ------------------ | ---------------- | -------------------- |
| Чоловіки | 65      | 14                 | 48               | 3                    |
| Жінки    | 55      | 8                  | 32               | 15                   |
| Разом    | 120     | 22                 | 80               | 18                   |